# Mecysmauchenioides
Mecysmauchenioides is een geslacht van spinnen uit de familie Mecysmaucheniidae.

## Soorten
- Mecysmauchenioides nordenskjoldi (Tullgren, 1901)
- Mecysmauchenioides quetrihue Grismado & Ramírez, 2005